# Prestige Records
Prestige Records — американський лейбл звукозапису, заснований у 1949 році Бобом Вейнстоком. У 2005 році був куплений компанією Concord Records.  

## Історія
У 1948 році Боб Вейнсток відкрив в Нью-Йорку магазин колекційної музики, причому магазин розташовувався навпроти відомого клубу Metropole Jazz Club. Вейнсток часто бачив музикантів, які проводили репетиції і відпочивали в клубі; так йому спало на думку запропонувати цим музикантам записуватися за гроші. Запис проводився в будинку Руді Ван Гелдера, який став згодом відомим спеціалістом в області звукозапису.
Офіс компанії розташовувався в Нью-Йорку. Упродовж першого року компанія мала назву «New Jazz», але потім змінила назву на «Prestige Records». Лейбл Prestige Records працював з такими відомими музикантами, як Майлз Девіс, Джон Колтрейн, Сонні Роллінс, Телоніус Монк та інші.
Упродовж 1950—1960-х років за звукозапис в компанії відповідав інженер Руді Ван Гелдер. На початку 1950-х роль продюсера іноді виконував Айра Гітлер. У 1958 році роботи нових музикантів почали випускатися під лейблом «New Jazz» (старою назвою Prestige Records). Також в 1960-х Prestige Records створив дочірню компанію Bluesville Records для випуску блюзової музики. У цей період Вейнсток перестав займатися безпосередньо керівним процесом запису і запросив Кріса Альбертсона, Оззі Кадену, Есмонд Едвардса, Дона Шліттена, а також продюсера Боба Портера. У ці роки з лейблом працювали такі музиканти, як Джекі Баєрд, Букер Ервін та ін.